# Longue durée
De longue durée is een concept om de invloed van veranderingen van de fysische omgeving op de geschiedenis te duiden. De term werd in 1949 geïntroduceerd door Fernand Braudel in La Méditerranée et le monde méditerranéen à l'époque de Philippe II. Hij baseerde zich daarbij op de aanpak van de Annales-school van Lucien Febvre en Marc Bloch. Vanuit de historiografische richting Annaliste wilde men voorbij de korte termijn kijken, wat François Simiand evenementiële geschiedenis noemde.
Braudel maakte onderscheid tussen de korte, middellange en lange termijn. De korte termijn, courte durée of le temps évènementiel, betreft de evenementen of gebeurtenissen van veelal politieke aard. De middellange termijn is de 'sociaal-economische tijd', moyenne durée of le temps conjoncturel, of de 'langzaam bewegende geschiedenis'. De lange termijn noemde hij de 'geografische tijd' of 'structurele tijd', le temps structurel, de bestendigheid. Dit idee van een langzaam proces van geografische of culturele verandering werkte hij uit in het begrip longue durée.
Op de korte termijn is er sprake van initiatieven van groepen of individuen als oorlogen, revoluties, wisselingen van regeringen, conjunctuurbewegingen en politieke verschuivingen. Deze lijken op dat moment de geschiedenis te sturen, maar op de lange termijn hebben ze niet noodzakelijk een grote invloed. Op de middellange termijn spelen cyclische technologische en economische veranderingen en de bevolkingsgroei een rol. De lange termijn wordt bepaald door geografische en klimatologische veranderingen en brengt fundamentele veranderingen teweeg die echter voor tijdgenoten niet of nauwelijks zichtbaar zijn.